# So Big!
So Big! è un film del 1932 diretto da William A. Wellman.
La sceneggiatura di J. Grubb Alexander e Robert Lord è basata sul romanzo omonimo del 1924 di Edna Ferber, vincitore del Premio Pulitzer. Il romanzo era già stato adattato per lo schermo in una versione del 1924, So Big, film diretto da Charles Brabin e interpretato da Colleen Moore.
Nel 1953, ne verrà fatto un ulteriore remake con Solo per te ho vissuto di Robert Wise, con Jane Wyman.

## Trama
Rimasta orfana, prima di madre e poi anche del padre che si rivela essere stato un giocatore d'azzardo, Selina Peake perde tutti gli amici. L'unica che l'aiuta è Julie Hemple che convince suo padre a trovare all'amica un lavoro di maestra in una comunità olandese nei dintorni di Chicago. Lì, la giovane vive nella casa di una famiglia di contadini, insegnando al loro bambino Roelf.
Selina sposa un coltivatore, Pervus De Jong, e dal matrimonio nasce un bambino, Dirk. Pervus la lascia presto vedova e la giovane donna deve lavorare duramente per mettere in sesto l'attività della fattoria, ormai in perdita. Col suo lavoro, riesce a mandare il figlio all'università, dove Dirk si laurea in architettura. Il ragazzo, che frequenta gli ambienti eleganti, si innamora di una donna sposata, vergognandosi delle sue modeste origini pur se deve proprio al lavoro dei campi il denaro che ha pagato i suoi studi. Quando Dirk si innamora di Dallas O'Mara, un'artista di talento, le chiede di sposarlo ma lei lo respinge, ritenendolo un debole. Intanto Roelf, il figlio dei contadini di cui Selina è stata l'insegnante tanti anni prima, è diventato un famoso scultore. Venendo a sapere che la madre di Dirk è Selina, chiede di poterla rivedere. Al loro incontro, la donna confronta i due giovani uomini: riconosce i difetti del figlio e, al tempo stesso, il buon carattere e il talento di Roelf.

## Produzione
Il film fu prodotto dalla Warner Bros. Pictures e venne girato da metà gennaio a metà febbraio 1932.

## Distribuzione
Il copyright del film, richiesto dalla Warner Bros. Pictures, Inc., fu registrato il 29 marzo 1932 con il numero LP2944.
Distribuito dalla Warner Bros. Pictures, il film fu presentato in anteprima negli Stati Uniti il 29 aprile, uscendo quindi nelle sale statunitensi il 30 aprile 1932. In Danimarca fu distribuito il 20 marzo 1933 con il titolo Lille mor; in Francia, prese il titolo Mon grand.